# Iglesia de San Pedro (Fraga)
La iglesia parroquial de San Pedro situada en Fraga (Provincia de Huesca, España) es de origen visigótico, fue mezquita mayor en época árabe. 

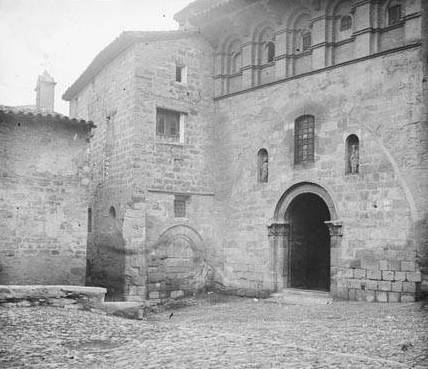
Iglesia de San Pedro (entre 1915 y 1930)

## Historia
Tras la reconquista (siglo XII), pasó a ser templo cristiano. Iglesia gótica de aire aragonés de una sola nave, conserva la portada con sus capiteles románicos, pero no el claustro, que estuvo situado frente a esta. La torre, comenzada en el siglo XII en estilo románico, fue continuada en estilo gótico y acabada en estilo barroco, con un tercer cuerpo octogonal. Iglesia importante, cuyo capítulo llegaron a formar 52 clérigos. 
Antiguamente conservaba reliquias de Santa Paulina, Santa Úrsula y Santa Rosa de Lima. También se conservaban un ostensorio de plata, un sarcófago gótico y una Virgen con Niño del siglo XIV. Todo ello fue destruido o robado en 1936, durante la Guerra Civil.